# Caligidae
Los piojos de mar (singular: piojo de mar) son copépodos (pequeños crustáceos) de la familia Caligidae dentro del orden Siphonostomatoida. Son ectoparásitos marinos (parásitos externos) que se alimentan de la mucosidad, el tejido epidérmico y la sangre de los peces huéspedes. Las aproximadamente 559 especies distribuidas en 37 géneros incluyen alrededor de 162 especies de Lepeophtheirus y 268 especies de Caligus.
Los géneros Lepeophtheirus y Caligus parasitan peces marinos. Lepeophtheirus salmonis y varias especies de Caligus están adaptadas al agua salada y son los principales ectoparásitos del salmón del Atlántico de cultivo y salvaje. Se han desarrollado varios fármacos antiparasitarios con fines de control. L. salmonis es la especie mejor conocida en las áreas de su biología e interacciones con su huésped, el salmón.
Caligus rogercresseyi se ha convertido en un parásito de gran preocupación en las granjas de salmón de países como Chile y Escocia. Se están realizando estudios para comprender mejor el parásito y las interacciones huésped-parásito. También están surgiendo evidencias recientes de que L. salmonis del Atlántico tiene suficientes diferencias genéticas con L. salmonis del Pacífico como para sugerir que L. salmonis del Atlántico y del Pacífico pueden haber coevolucionado independientemente con los salmónidos del Atlántico y del Pacífico respectivamente.

## Diversidad
Se estima que la familia Caligidae contiene alrededor de 559 especies en 37 géneros. Las más grandes de ellas son Caligus, con alrededor de 268 especies, y Lepeophtheirus con alrededor de 162 especies.

## Peces salvajes
La mayor parte del conocimiento sobre la biología de los piojos de mar, aparte de los primeros estudios morfológicos, se basa en estudios de laboratorio diseñados para comprender los problemas asociados con los piojos de mar que infectan a los peces en las granjas de salmón. La información sobre la biología de los piojos de mar y sus interacciones con los peces silvestres es escasa en la mayoría de las áreas con una larga historia de desarrollo de jaulas de red abiertas, ya que comprender los niveles de fondo de los piojos de mar y los mecanismos de transferencia rara vez ha sido una condición para obtener la licencia de tenencia para los operadores de granjas.
Muchas especies de piojos de mar son específicas con respecto a los géneros hospedadores, por ejemplo, L. salmonis, que tiene una alta especificidad para los peces anádromos, incluidos los espinosos, y los salmónidos, incluido el salmón del Atlántico ampliamente cultivado (Salmo salar). Lepeophtheirus salmonis puede parasitar a otros salmónidos en diversos grados, incluida la trucha marrón (trucha de mar: Salmo trutta), la trucha ártica (Salvelinus alpinus) y todas las especies de salmón del Pacífico. En el caso del salmón del Pacífico, el salmón coho, el salmón chum y el salmón rosado (Oncorhynchus kisutch, O. keta y O. gorbuscha, respectivamente) desarrollan fuertes respuestas tisulares al adherirse a L. salmonis, lo que conduce al rechazo durante la primera semana de la infección. La langosta salmonis del Pacífico también puede desarrollar, aunque no completar, su ciclo de vida completo en el pez espinoso de tres espinas (Gasterosteus aculeatus). Esto no se ha observado con L. salmonis del Atlántico.
Todavía no se sabe con exactitud cómo las fases planctónicas de los piojos de mar se dispersan y encuentran nuevos huéspedes. La temperatura, la luz y las corrientes son factores importantes y la supervivencia depende de una salinidad superior a 25 ‰. Se ha planteado la hipótesis de que los copépodos de L. salmonis migran hacia arriba en busca de la luz y los salmonetes jóvenes se mueven hacia abajo al amanecer para facilitar la búsqueda de un huésped. Varios estudios de campo y de modelado sobre L. salmonis han examinado poblaciones de copépodos y han demostrado que las etapas planctónicas pueden transportarse decenas de kilómetros desde su origen, incluyendo cómo su comportamiento resulta en su desplazamiento hacia la costa y la desembocadura de los estuarios.
El origen de las infecciones por L. salmonis cuando el salmón regresa del agua dulce siempre ha sido un misterio. Los piojos de mar mueren y se caen de los peces anádromos, como los salmónidos, cuando regresan al agua dulce. El salmón del Atlántico regresa y viaja río arriba en el otoño para reproducirse, mientras que los salmones jóvenes no regresan al agua salada hasta la primavera siguiente. El salmón del Pacífico regresa a la zona marina cercana a la costa a partir de junio y termina tan tarde como diciembre, dependiendo de la especie y el momento de la migración, mientras que los salmones jóvenes generalmente emigran a partir de abril y terminan a fines de agosto, dependiendo de la especie y el momento de la migración.
Los piojos de mar posiblemente sobrevivan en los peces que permanecen en los estuarios o se transfieran a un huésped alternativo aún desconocido para pasar el invierno. Los salmonetes se infectan con larvas de piojos de mar, o incluso posiblemente con adultos, cuando ingresan a los estuarios en primavera. Tampoco se sabe cómo se distribuyen los piojos de mar entre los peces en estado salvaje. Estadios adultos de Lepeophtheirus spp. Puede transferirse en condiciones de laboratorio, pero la frecuencia es baja. Cáligo spp. se transfieren con bastante facilidad entre diferentes especies de peces y se encuentran regularmente en el plancton.

## Morfología
L. salmonis tiende a tener aproximadamente el doble del tamaño de la mayoría de las especies de Caligus. (p. ej. C. elongatus, C. clemensi, etc.). El cuerpo consta de cuatro regiones: cefalotórax, cuarto segmento (que lleva las piernas), complejo genital y abdomen. El cefalotórax forma un escudo amplio que incluye todos los segmentos del cuerpo hasta el tercer segmento que lleva las patas. Actúa como una ventosa que mantiene el piojo adherido al pez. Todas las especies tienen piezas bucales en forma de sifón o cono oral (característico de los Siphonostomatoida). Las segundas antenas y los apéndices orales están modificados para ayudar a mantener el parásito en el pez. El segundo par de antenas también es utilizado por los machos para agarrar a la hembra durante la cópula. Las hembras adultas son siempre mucho más grandes que los machos y desarrollan un complejo genital muy grande, que en muchas especies constituye la mayor parte de la masa corporal. Dos hileras de 500 a 1000 huevos (L. salmonis), que se oscurecen con la maduración, tienen aproximadamente la misma longitud que el cuerpo de la hembra. Una hembra puede producir de 6 a 11 pares de hileras de huevos a lo largo de su vida, aproximadamente siete meses.

## Desarrollo
Los piojos de mar tienen etapas de vida de natación libre (planctónica) y parasitaria, todas separadas por mudas. La tasa de desarrollo de L. salmonis desde huevo hasta adulto varía de 17 a 72 días dependiendo de la temperatura. El ciclo de vida de L. salmonis se muestra en la figura; los bocetos de las etapas son de Schram.
Los huevos eclosionan en nauplios I, que mudan a un segundo estadio nauplio; ninguno de los estadios nauplios se alimenta, ya que dependen de las reservas de vitelo para obtener energía, y ambos están adaptados para nadar. La etapa del copépodo es la etapa infecciosa y busca un huésped apropiado, probablemente mediante pistas quimiosensoriales y mecanosensoriales. Las corrientes, la salinidad, la luz y otros factores también ayudan a los copépodos a encontrar un huésped. El asentamiento preferente de los peces se produce en zonas con menor perturbación hidrodinámica, en particular las aletas y otras áreas protegidas. Una vez unidos a un huésped adecuado, los copépodos se alimentan durante un período de tiempo antes de mudar al estadio chalimus I. Los piojos de mar continúan su desarrollo a través de tres etapas chalimus adicionales, cada una separada por una muda. Una característica distintiva de las cuatro etapas del chalimus es que están físicamente unidos al huésped mediante una estructura denominada filamento frontal. Se observan diferencias en el momento, el método de producción y la estructura física del filamento frontal entre diferentes especies de piojos de mar. Con excepción de un corto período durante la muda, las etapas preadultas y adultas son móviles en el pez y, en algunos casos, pueden moverse entre peces hospedadores. Las hembras adultas, al ser más grandes, ocupan superficies corporales relativamente planas en las líneas medias ventral y dorsal posterior y pueden, de hecho, superar a los preadultos y a los machos en estos sitios.

## Hábitos alimentarios
Hasta que localizan un huésped, los estadios naupliar y copépodo no se alimentan y viven de reservas de alimentos endógenas. Una vez adherido al huésped, el estadio de copépodo comienza a alimentarse y empieza a desarrollarse hasta el primer estadio de chalimus. Los copépodos y los estadios de chalimus tienen un tracto gastrointestinal desarrollado y se alimentan del moco y los tejidos del huésped dentro del alcance de su fijación. Los piojos de mar preadultos y adultos, especialmente las hembras preñadas, son comedores agresivos y en algunos casos se alimentan de sangre además de tejido y moco. A menudo se observa sangre en el tracto digestivo, especialmente en las hembras adultas. Se sabe que L. salmonis secreta grandes cantidades de tripsina en la mucosidad de su huésped, lo que puede ayudar en la alimentación y la digestión. Otros compuestos como la prostaglandina E2 también se han identificado en las secreciones de L. salmonis y pueden ayudar en la alimentación y/o ayudar al parásito a evitar la respuesta inmune del huésped regulándola en el sitio de alimentación. No se sabe si los piojos de mar son vectores de enfermedades, pero pueden ser portadores de bacterias y virus probablemente obtenidos al adherirse a los tejidos de peces contaminados y alimentarse de ellos.

## Enfermedad

### Patología

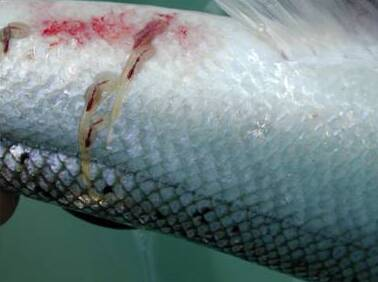
Hembra preñada de Lepeophtheirus salmonis sobre salmón del Atlántico, Salmo salar

Los piojos de mar causan daños físicos y enzimáticos en sus sitios de adhesión y alimentación, lo que resulta en lesiones similares a abrasión que varían en su naturaleza y gravedad dependiendo de una serie de factores, incluidas las especies hospedantes, la edad y la salud general del pez. No está claro si los peces estresados son particularmente propensos a la infestación. La infección por piojos de mar provoca una respuesta de estrés crónico generalizado en los peces, ya que la alimentación y el apego provocan cambios en la consistencia del moco y dañan el epitelio, lo que resulta en pérdida de sangre y líquidos, cambios de electrolitos y liberación de cortisol. Esto puede disminuir las respuestas inmunes del salmón y hacerlos susceptibles a otras enfermedades y reducir el crecimiento y el rendimiento.
El grado de daño también depende de la especie de piojos de mar, las etapas de desarrollo presentes y la cantidad de piojos de mar en un pez. Existe poca evidencia de respuestas del tejido huésped en el salmón del Atlántico en los sitios de alimentación y adhesión, independientemente de la etapa de desarrollo. Por el contrario, el salmón coho y el salmón rosado muestran fuertes respuestas tisulares a L. salmonis caracterizadas por hiperplasia epitelial e inflamación. Esto produce el rechazo del parásito durante la primera semana de infección en estas especies de salmónidos. Las infecciones graves del salmón del Atlántico de cultivo y del salmón rojo salvaje (Oncorhynchus nerka) por L. salmonis pueden provocar lesiones profundas, sobre todo en la región de la cabeza, llegando incluso a exponer el cráneo.

### Interacciones entre peces silvestres y de cultivo
Algunas evidencias indican que los piojos de mar que proliferan en las granjas de salmón pueden propagarse a los salmones juveniles salvajes cercanos y devastar estas poblaciones. Los piojos de mar, en particular L. salmonis y varias especies de Caligus, incluidas C. clemensi y C. rogercresseyi, pueden causar infestaciones mortales tanto en el salmón de criadero como en el salvaje. Los piojos de mar migran y se adhieren a la piel del salmón salvaje durante las etapas de nado libre, nauplios planctónicos y larvas de copépodos, que pueden persistir durante varios días. Un gran número de granjas de salmón con redes abiertas y muy pobladas pueden crear concentraciones excepcionalmente grandes de piojos de mar. Cuando se exponen a estuarios de ríos que contienen grandes cantidades de granjas de redes abiertas, los modelos matemáticos han sugerido que muchos salmones salvajes jóvenes pueden estar infectados El salmón adulto puede sobrevivir a cantidades críticas de piojos de mar, pero los salmones juveniles pequeños y de piel delgada que migran al mar son altamente vulnerables. Las poblaciones de trucha marina en los últimos años pueden haber disminuido seriamente debido a la infestación por piojos de mar, y Krkosek et al. han afirmado que en la costa del Pacífico de Canadá la mortalidad inducida por piojos del salmón rosado en algunas regiones es superior al 80%. Algunos estudios no indicaron daños a largo plazo a las poblaciones de peces en algunos lugares, y una disminución de la población de salmón salvaje que ocurrió en 2002 fue causada por "algo distinto a los piojos de mar". Sin embargo, las epizootias repetidas de piojos en peces silvestres sólo han ocurrido en áreas con granjas de salmón en Irlanda, Gran Bretaña (Escocia), Noruega, Canadá (Columbia Británica) y Chile. El muestreo de campo de copépodos y los modelos hidrográficos y poblacionales muestran cómo L. salmonis de las granjas puede causar infestaciones masivas de salmónidos que migran hacia el mar, y este efecto puede ocurrir hasta 30 km (18,6 mi) de las granjas.
Varios estudios científicos han sugerido que el salmón criado en jaulas alberga piojos en un grado tal que puede destruir las poblaciones de salmón salvaje circundantes. Otros estudios han demostrado que los piojos de los peces de cultivo no tienen relativamente ningún efecto sobre los peces silvestres si se llevan a cabo buenas prácticas de manejo y medidas de control adecuadas (véase la sección: Control en granjas de salmón). Se están realizando más estudios para establecer interacciones entre peces de cultivo y peces silvestres, particularmente en Canadá, Gran Bretaña (Escocia), Irlanda y Noruega. Se ha publicado un manual de referencia con protocolos y directrices para estudiar las interacciones de los peces silvestres y cultivados con los piojos de mar.

## Cría de peces

### Control en granjas de salmón
Este artículo ha sido revisado por Pike & Wadsworth, McVicar, y Costello. En varios países, entre ellos Canadá, Noruega, Escocia, e Irlanda, se han instituido o recomendado programas de manejo integrado de plagas para piojos de mar. Se ha demostrado que la identificación de factores epidemiológicos como factores de riesgo potenciales para la abundancia de piojos de mar junto con programas efectivos de monitoreo de piojos de mar reducen eficazmente los niveles de piojos de mar en las granjas de salmón.

#### Depredadores naturales
En las piscifactorías de Noruega y, en menor medida, en Escocia, Shetland e Irlanda, se utilizan peces limpiadores, incluidas cinco especies de lábridos (Labridae). Su potencial no ha sido investigado en otras regiones de piscicultura, como el Pacífico y el Atlántico de Canadá o Chile.

#### Agricultura
Las buenas técnicas de cría incluyen el barbecho, la eliminación de peces muertos y enfermos, la prevención de la contaminación de las redes, etc. En la mayoría de las regiones de cría de peces existen planes de gestión de bahías para mantener los piojos de mar por debajo de un nivel que podría provocar problemas de salud en la granja o afectar a los peces silvestres en las aguas circundantes. Estas medidas incluyen la separación de clases por año, el recuento y registro de piojos de mar según una base prescrita, el uso de parasiticidas cuando aumenta el número de piojos de mar y el monitoreo de la resistencia a los parasiticidas.

#### Cría de salmón
Los primeros hallazgos sugirieron una variación genética en la susceptibilidad del salmón del Atlántico al Caligus elongatus.  Luego, las investigaciones comenzaron a identificar marcadores de rasgos, y estudios recientes han demostrado que la susceptibilidad del salmón del Atlántico a L. salmonis se puede identificar en familias específicas y que existe un vínculo entre el MHC Clase II y la susceptibilidad a los piojos.
En octubre de 2012, la cadena de supermercados Sobeys retiró salmón entero del Atlántico de 84 tiendas en las Marítimas canadienses después de que surgieran preocupaciones sobre piojos de mar.
En 2017, los precios del salmón en Noruega aumentaron un 15% en un período de tres meses debido a un brote de piojos de mar.

## Tratamientos

### Agua dulce
A veces el agua dulce es suficiente para matar los piojos de mar y, como el salmón acaba nadando en agua dulce, no le hace daño.

### Medicamentos y vacunas
La gama de terapias para peces de cultivo era limitada, a menudo debido a limitaciones regulatorias de procesamiento. Todos los medicamentos utilizados han sido evaluados en cuanto a su impacto y riesgos ambientales. Los antiparasitarios se clasifican en tratamientos de baño y de alimentación de la siguiente manera:

#### Tratamientos de baño
El uso de tratamientos de baño tiene ventajas y desventajas. Los tratamientos de baño son más difíciles y necesitan más mano de obra para administrarlos, por lo que es necesario colocar faldas o lonas alrededor de las jaulas para contener el medicamento. La prevención de la reinfección es un desafío ya que es prácticamente imposible tratar una bahía entera en un corto período de tiempo. Como el volumen de agua es impreciso, no se garantiza la concentración requerida. El hacinamiento de peces para reducir el volumen del medicamento también puede estresar a los peces. El uso reciente de barcos de almacenamiento que contienen los medicamentos ha reducido tanto la concentración como las preocupaciones ambientales, aunque transferir los peces al barco de almacenamiento y de regreso a la jaula puede ser estresante. La principal ventaja de los tratamientos de baño es que todos los peces serán tratados por igual, a diferencia de los tratamientos en la alimentación, donde la cantidad de medicamento ingerido puede variar debido a una serie de razones.

#### Organofosforados
Los organofosforados son inhibidores de la acetilcolinesterasa y causan parálisis excitatoria que lleva a la muerte de los piojos de mar cuando se administran como tratamiento de baño. El diclorvos se utilizó durante muchos años en Europa y luego fue reemplazado por el azametifos, el ingrediente activo de Salmosan, que es más seguro de manipular para los operadores. El azametifos es soluble en agua y se descompone con relativa rapidez en el medio ambiente. La resistencia a los organofosforados comenzó a desarrollarse en Noruega a mediados de los años 90, aparentemente debido a que las acetilcolinesterasas se alteraron debido a una mutación. Su uso ha disminuido considerablemente con la introducción de SLICE, benzoato de emamectina.

#### Piretroides
Los piretroides son estimuladores directos de los canales de sodio en las células neuronales, induciendo una despolarización rápida y una parálisis espástica que conduce a la muerte. El efecto es específico del parásito ya que los medicamentos utilizados son absorbidos lentamente por el huésped y se metabolizan rápidamente una vez absorbidos. La cipermetrina (Excis, Betamax) y la deltametrina (Alphamax) son los dos piretroides comúnmente utilizados para controlar los piojos de mar. Se ha informado de resistencia a los piretroides en Noruega y parece deberse a una mutación que produce un cambio estructural en el canal de sodio que impide que los piretroides activen el canal. El uso de deltametrina ha ido aumentando como tratamiento alternativo a medida que aumenta la resistencia observada con el benzoato de emamectina.

#### Desinfectantes tópicos
Bañar a los peces con peróxido de hidrógeno (350–500 mg/L para 20 min) eliminará los piojos de mar móviles de los peces. Es respetuoso con el medio ambiente ya que el H2O2 se disocia en agua y oxígeno, pero puede ser tóxico para los peces, dependiendo de la temperatura del agua, así como para los operadores. Parece eliminar los piojos de mar de los peces, permitiéndoles volver a adherirse a otros peces y reiniciar una infección.

### Tratamientos en el pienso
Los tratamientos en la alimentación son más fáciles de administrar y presentan menos riesgos ambientales que los tratamientos de baño. El alimento generalmente está recubierto con el fármaco y su distribución al parásito depende de la farmacocinética del fármaco para que llegue en cantidad suficiente al parásito. Los medicamentos tienen una alta toxicidad selectiva para el parásito, son bastante solubles en lípidos de modo que hay suficiente medicamento para actuar durante aproximadamente 2 meses, y cualquier medicamento no metabolizado se excreta tan lentamente que hay pocos o ningún problema ambiental.

#### Avermectinas
Las avermectinas pertenecen a la familia de las lactonas macrocíclicas y son los principales medicamentos utilizados como tratamientos en los alimentos para matar los piojos de mar. La primera avermectina utilizada fue la ivermectina en dosis cercanas al nivel terapéutico y no fue presentada para aprobación legal para su uso en peces por parte de su fabricante. La ivermectina resultó tóxica para algunos peces, provocando sedación y depresión del sistema nervioso central debido a la capacidad del fármaco de atravesar la barrera hematoencefálica . El benzoato de emamectina, que es el agente activo en la formulación SLICE, se ha utilizado desde 1999 y tiene un mayor margen de seguridad en los peces. Se administra a los 50 μg/kg/día durante 7 días y es eficaz durante dos meses, matando tanto el chalimus como las etapas móviles. Los tiempos de retiro varían según la jurisdicción, desde 68 días en Canadá hasta 175 días-grado en Noruega. Las avermectinas actúan abriendo los canales de cloruro controlados por glutamato en los tejidos neuromusculares de los artrópodos, lo que provoca hiperpolarización y parálisis flácida que conduce a la muerte. Se ha observado resistencia en Chalimus rogercresseyi en Chile y en L. salmonis en granjas piscícolas del Atlántico Norte. Es probable que la resistencia se deba al uso prolongado del fármaco, que conduce a una regulación positiva de la glicoproteína P, similar a lo que se ha observado en la resistencia de los nematodos a las lactonas macrocíclicas.

#### Reguladores del crecimiento
El teflubenzurón, el agente activo de la formulación Calicide, es un inhibidor de la síntesis de quitina y previene la muda. De esta forma, impide un mayor desarrollo de los estadios larvarios de los piojos de mar, pero no tiene ningún efecto sobre los adultos. Se ha utilizado sólo con moderación en el control de piojos de mar, en gran parte debido a la preocupación de que pueda afectar el ciclo de muda de crustáceos no objetivo, aunque esto no se ha demostrado en las concentraciones recomendadas.

### Vacunas
Se están realizando varios estudios para examinar diversos antígenos, en particular del tracto gastrointestinal y de las vías endocrinas reproductivas, como objetivos de la vacuna, pero hasta la fecha no se ha informado de ninguna vacuna contra los piojos de mar. Dos estudios publicados han probado antígenos candidatos a vacunas contra piojos del salmón, lo que dio como resultado una tasa de infección reducida.

### Métodos ópticos
Un avance más reciente en la estrategia de despiojado es el uso de láseres pulsados que operan en una longitud de onda de 550 nm para despiojar.

## Otros puntos de interés
Los branquiuros, familia Argulidae, orden Arguloida, son conocidos como piojos de los peces y parasitan a los peces en agua dulce.